# Hermann Maier
Hermann Maier (født 7. december 1972 i Altenmarkt im Pongau, Østrig) er en østrigsk skiløber, der indenfor de alpine discipliner har vundet adskillige World Cup-titler, verdensmesterskaber, og OL-guldmedaljer. Han har hjemmebane i Flachau i Østrig.

## Resultater
Maier står noteret for to OL-guldmedaljer, der begge blev vundet ved OL i Nagano 1998 i storslalom og Super-G. Han har desuden vundet tre VM-guldmedaljer samt hele fire samlede alpine World Cup-sejre.

## Eksterne links
- Hermann Maiers hjemmeside
- Hermann Maiers opslag i Munzinger Sportsarchiv (tysk)
- Hermann Maiers profil på Olympics.com (engelsk)
- Hermann Maiers profil på Olympic.org (arkiveret) (engelsk)
- Hermann Maiers profil på Sports-Reference OL-resultater (arkiveret) (engelsk)
- Hermann Maiers profil på Olympedia (engelsk)
- Hermann Maiers profil hos FIS (alpin) (engelsk)
- Hermann Maiers profil hos ski-db.com (engelsk)
- Hermann Maiers profil hos NNDB (engelsk)
- Hermann Maiers profil hos Encyclopædia Britannica Online (engelsk)

1. ↑  Navnet er anført på bokmål og stammer fra Wikidata hvor navnet endnu ikke findes på dansk.
2. ↑  Navnet er anført på bokmål og stammer fra Wikidata hvor navnet endnu ikke findes på dansk.
3. ↑  Navnet er anført på bokmål og stammer fra Wikidata hvor navnet endnu ikke findes på dansk.